# Réseau de la Licorne
Das Réseau de la Licorne, im Deutschen als Höhle des Einhorns bezeichnet, ist eine Höhle in der Gemeinde La Rochefoucauld-en-Angoumois in Frankreich im Département Charente. Die Karsthöhle wurde 2021 bei Bauarbeiten bei der Ortschaft Saint-Projet-Saint-Constant entdeckt. Im Inneren befindet sich eine Vielzahl von bronzezeitlichen Bestattungen aus der Zeit von 2200 v. Chr. bis 800 v. Chr.

## Entdeckung
Die Höhle wurde im Februar 2021 bei Straßenbauarbeiten entdeckt. Beim Ausheben eines Erdlochs zur Aufstellung einer Straßenlaterne entströmte warme Luft, was als Hinweis auf eine unterirdische Struktur angesehen wurde. Bei einer mehrtägigen Grabung legten Höhlenforscher einen Gang an, durch den sie in das Höhlensystem gelangten. Sie benannten es als Réseau de la Licorne (deutsch: Einhorn-Netzwerk).

## Beschreibung
Die Höhle befindet sich im 500 km² großen Karstgebiet von Rochefoucauld. Sie liegt etwa 20 Meter unter der Erdoberfläche und hat eine Länge von über einen Kilometer. Sie besteht aus labyrinthartigen Gängen und Räumen mit einer Breite von bis zu 20 Meter. In nahezu allen Räumen des Höhlensystems befinden sich menschliche Hinterlassenschaften, wie Knochen von Menschen und Tieren sowie Keramikgefäße. Im lehmigen Boden hat sich der Fußabdruck eines Kindes erhalten. Bisher wurden die Überreste von etwa einem Dutzend Individuen gesichtet. Der Erhaltungszustand der Fundstücke soll außergewöhnlich gut sein. Offenbar wurde die Höhle vor etwa 2500 Jahren, intentionell oder durch Versturz, verschlossen und war seither unberührt. Dadurch konnten keine Schäden durch Grabräuber oder Tierfraß eintreten. Zum Zeitpunkt der Bekanntgabe der Entdeckung im März 2022 war das Höhlensystem von Archäologen und Höhlenforschern begangen worden, aber nur zu einem Bruchteil erforscht. Nähere Untersuchungen der Fundstücke haben bis dahin noch nicht stattgefunden.

## Bedeutung
Forscher schreiben der Höhle wegen ihres archäologischen Reichtums und dem guten Erhaltungszustand der Fundobjekte eine außergewöhnliche Bedeutung zu. Sie weise ein hohes wissenschaftliches Potenzial für die Erforschung von bronzezeitlichen Bestattungsriten auf. Die Forscher nehmen an, dass die Höhle eine der größten Grabhöhlen in Frankreich, möglicherweise in Europa, ist. Für das französische Ministerium für Kultur hat der Schutz der fragilen Fundstätte Priorität.